# Niclas Christoffer
Niclas Christoffer, egentligen Hans Åke Christoffer Niclas Olsson, född 20 juli 1974 i Hurva, är en svensk ståuppkomiker, skådespelare, föreläsare och författare.

## Karriär
Niclas Christoffer växte upp i Eslöv tillsammans med Johan Glans och debuterade som ståuppkomiker på Basilika i Lund, där Robin Paulsson var konferencier. Debuten skedde efter att Jan Bylund som samma år upptäckte Niclas Christoffers talang för komik efter att han anmält sig till en tävling där Jan Bylund var domare.
Tillsammans med bland andra Björn Gustafsson, Petra Mede, David Druid och Anna Granath ingick Niclas Christoffer i den första elevkullen år 2006 i utbildningen Standup Star som drivs av Özz Nûjen och Jakob Öqvist.
Därefter turnerade Niclas Christoffer med bland andra Soran Ismail, Petra Mede och Björn Gustafsson. Niclas Christoffer startade även en ny stand up-trio tillsammans med Mede och Gustafsson som de kallade Komiker utan gränser, men de hann bara göra två jobb tillsammans innan Gustafssons karriär tog fart. Petra Mede och Niclas Christoffers samarbete fortsatte ett tag till.
Förutom turnéer med Stockholm Live och uppträdanden på de stora scenerna som Norra brunn i Stockholm, Uppsala Stadsteater, Stora Teatern i Göteborg, Slagthuset i Malmö och Gröna Lund-teatern i Stockholm har han medverkat i reklaminslag i både radio och TV, bland annat för Folkuniversitetet Därefter har han bland annat medverkat i Talang Sverige 2009 som ståuppkomiker och varit medlem  i P3:s humorverkstadsprogram Underlandets redaktion. År 2015 gästspelar han som mäklare i Solsidan, avsnitt 3, och har tidigare haft en statistroll i Hjälp!.
Niclas Christoffer har givit ut flera böcker som tagit upp ämnen som ätstörningar, träningsmissbruk och sexmissbruk.. 
På grund av böckernas ämnen har Niclas Christoffer även föreläst på skolor och bibliotek över hela Sverige. Ämnena återkommer även i hans debattartiklar och har utvecklats till karaktären Gunilla Svensson som lagts upp på Youtube och Facebook, där Niclas Christoffer driver med sina hatare.